# Ladislav Mňačko
Ladislav Mňačko (* 29. Januar 1919 in Valašské Klobouky, Tschechoslowakei; † 24. Februar 1994 in Bratislava, Slowakei) war ein systemkritischer slowakischer Autor.

## Leben
Der gelernte Drogist versuchte nach der Zerschlagung der Tschechoslowakei 1939 zunächst in die Sowjetunion und später in den Westen zu gelangen. Beide Fluchtversuche scheiterten, Mňačko wurde gefasst und in ein Konzentrationslager transportiert. In der Folge entkam er jedoch dem KZ und schloss sich dem slowakischen Widerstand gegen die Deutschen an.
Ab 1945 war er Redakteur bei Rudé právo und bei Pravda. Im selben Jahr verfasste er sein erstes Theaterstück Partisanen. Einer breiteren Öffentlichkeit wurde er durch das Stück Brücken nach Osten bekannt. 1959 erschien seine literarische Aufarbeitung des slowakischen Nationalaufstands von 1944 in Form des Romans Der Tod heißt Engelchen. In den sechziger Jahren richtete Mňačko seinen Fokus auf die Aufarbeitung des Stalinismus. Sein Buch Verspätete Reportagen beschäftigte sich mit Schauprozessen, der Roman Wie die Macht schmeckt kritisierte ebenfalls die kommunistische Diktatur. 1967 emigrierte er mit seiner jüdischen Frau nach Israel, woraufhin er ausgebürgert wurde. Im Zuge des Prager Frühlings kehrte er in die Tschechoslowakei zurück. 
Nach der Niederschlagung des Prager Frühlings im August 1968 floh er nach Österreich, wo er bis 1990 lebte. In den nächsten Jahren widmete sich Mňačko der literarischen Aufarbeitung seiner Abkehr vom Kommunismus. Bekanntestes Beispiel seiner nun in deutscher Sprache geschriebenen Romane ist Die siebente Nacht. Nach dem Fall des Eisernen Vorhangs kehrte er 1990 in die Slowakei zurück. Seine im Exil verfassten Bücher erschienen nun auch in der Slowakei.

## Werke (Auswahl)
- Já, Adolf Eichmann ..., Slovenské Vydavatelstvo politickej literatúry, Bratislava, 1961 (Diese Reportage (wörtlich: »Ich, Adolf Eichmann ...«) vom Eichmann-Prozess darf nicht verwechselt werden mit dem revisionistischen Machwerk von A. Eichmann und Willem Sassen »Ich, Adolf Eichmann. Ein historischer Zeugenbericht«).
- Der Tod heißt Engelchen. (Originaltitel:  Smrt' sa volá Engelchen, übersetzt von Hans Gaertner, illustriert von Horst Bartscht). Neues Leben, Berlin 1962 (DNB 453413684).
- Wo die staubigen Wege enden. Aus den slowakischen Originalausgaben: Kde končia prašné cesty und Oneskorené reportáže [1963], übersetzt von Erich Bertleff. Artia, Prag, 1964.
- Wie die Macht schmeckt. Roman. Aus dem slowakischen Manuskript übersetzt von Erich Bertleff. Molden, Wien / Frankfurt / Zürich 1967.
- Die Aggressoren. Von der Schuld und Unschuld der Schwachen. Aus dem slowakischen Originalmanuskript übersetzt von Erich Bertleff. Molden, Wien / Frankfurt / Zürich 1968.
- Die Nacht von Dresden. Roman. (Originaltitel: Nočný rozhovor übersetzt von Erich Bertleff), Molden, Wien / Frankfurt / Zürich 1969.
- Verspätete Reportagen. (Originaltitel: Oneskorené reportáže, übersetzt von Erich Bertleff), Molden, Wien / Frankfurt / Zürich 1970.
- Die siebente Nacht. Erkenntnis und Anklage eines Kommunisten. Aus dem slowakischen Originalmanuskript übersetzt von Adolf Maldess. Molden, Wien / Frankfurt / Zürich 1968. (Rowohlt, Reinbek bei Hamburg 1970, ISBN 3-499-11344-9. (rororo 1344/1345))
- Der Vorgang. Roman. (Aus dem slowakischen Manuskript übersetzt von Erich Bertleff), Kindler, München 1970.
- Der Gigant. Roman. (Deutsche Bearbeitung: Katerina Horbatsch), Ullstein TB 22869, Berlin 1992, ISBN 3-548-22869-0.

## Verfilmungen
- 1963: Der Tod heißt Engelchen (Smrt si říká Engelchen)
- 1971: Die Entführung. Drama, Fernsehfilm
- 1972: Der Tod des Ministers. Drama, Fernsehfilm
- 1972: Der Leuchtturm. Fernsehfilm
- 1973: Der Vorgang. Novelle, Fernsehfilm
- 1974: Das einsame Haus. Drama, Fernsehfilm
- 1974: Die Rache. Kurzgeschichte, Fernsehfilm
- 1977: Flucht. Drehbuch, Fernsehfilm
- 1994: Rochade.  Novelle
- 1995: Jak chutná smrt. Thriller